# Josep Ribas i Vinyals
Josep Ribas i Vinyals (l'Hospitalet del Llobregat, 1942 - l'Hospitalet del Llobregat, 2018) va ser un líder polític i sindicalista durant els anys de la transició. Va ser soci del Centre d’Estudis de L’Hospitalet (CEL'H) i del Club Muntanyenc l'Hospitalet (CMH).

## Biografia
Llicenciat en Història Contemporània per la Universitat de Barcelona, va créixer en un ambient catalanista progressista, i des de ben petit estudià a escoles en les quals, tot i la forta repressió de la dictadura, es parlava català. Però el que sobretot va influir en el seu pensament va ser l'entorn familiar. Als 14 anys va començar a treballar al Banc de Bilbao, al carrer Major, fins a la seva jubilació. Durant aquest període, visqué en primera persona l'explotació dels seus superiors, conscienciant-se així de la gran injustícia laboral i les desigualtats, fets que imperaven en aquells moments.
L'any 1959, als 17 anys, va incorporar-se al Front Nacional de Catalunya (FNC). El Front Nacional de Catalunya fou un front patriòtic fundat el 1940 i a partir de 1946 un partit polític nacionalista català que va subsistir fins a la fi de la dècada del 1990. En Josep Ribas era l'encarregat de la distribució del butlletí del Front. La seva primera topada amb la policia es va produir durant aquesta època, quan va ser acusat d'implicar-se en una reunió clandestina del FNC al Casino del Centre. Com a conseqüència, va ser castigat amb una multa governativa.
En tornar del servei militar l'any 1966, es vinculà a Comissions Obreres, dins el sector de la banca. Posteriorment, a causa de la divisió de l'FNC l'any 1968, es crearen diferents grups, dels quals va sorgir el Partit Socialista d'Alliberament Nacional (PSAN), del qual formava part Josep Ribas.
Durant la Diada de l'any 1969, fou detingut juntament amb dos companys més per l'intent de penjar una estelada al campanar de l'església dels Habitatges del Congrés. Va ser interrogat i torturat a la comissaria de Via Laietana, però els intents d'extreure informació no van ser efectius, ja que dins del partit s'havien preparat per a aquest tipus de situacions. Posteriorment el traslladaren a la presó Model i no va sortir fins a l'octubre d'aquell mateix any.
Més tard, l'any 1970 fou citat a judici pel Tribunal d'Ordre Públic (TOP) a Madrid, acusat de desordres públics i propaganda il·legal. La multa que li van imposar ascendia fins a les 15.000 pessetes, tot i que aquesta va ser pagada mitjançant una caixa de solidaritat. En retornar a l'Hospitalet, es reincorporà a la política. Amb la formació de la Unió Local de Comissions Obreres a l'Hospitalet l'any 1977, va formar part del secretariat i de l'executiva. Després de ser expulsat de la direcció del PSAN juntament amb altres dirigents també expulsats, van crear la plataforma electoral Candidatura d'Unitat Popular pel Socialisme (CUPS). Posteriorment, als anys 80, s'adheriren al Bloc d'Esquerres d'Alliberament Nacional (BEAN). El 1991 s'incorporà a ICV (Iniciativa per Catalunya Verds) i en formà part fins a la seva mort el 23 de maig del 2018 als 75 anys.